# 玛莉丝·席尔德
马莉丝·赖希（德語：Marlies Raich，1981年5月31日—），本名马莉丝·席尔德（Marlies Schild，随夫改姓赖希），奥地利退役女子高山滑雪运动员，擅长小回转与大回转。职业生涯中，席尔德夺得四枚冬季奥林匹克运动会高山滑雪比赛奖牌，包括2006年都灵冬奥会女子全能银牌、2010年温哥华冬奥会小回转银牌、2014年索契冬奥会小回转银牌、2006年都灵冬奥会小回转铜牌。世界高山滑雪錦標賽上，她赢得过七枚奖牌。此外，她还五次夺得高山滑雪世界杯赛季单项冠军。2014年9月，她退出国际比赛，此时她33岁。
马莉丝·席尔德的丈夫是奥地利男子高山滑雪运动员本雅明·赖希。马莉丝的妹妹贝尔纳黛特·席尔德也是女子高山滑雪运动员。